# Morituri (roman)
Pour les articles homonymes, voir Morituri.
Morituri est un roman policier de Yasmina Khadra publié en 1997 aux éditions Julliard et ayant reçu le Trophée 813 du Meilleur polar francophone.

## Résumé
Llob est commissaire dans la ville d'Alger en Agérie. Avant, il était le bon flic du quartier, serviable et estimé. Mais le 1er novembre 1994, il assiste à un attentat qui tuera 5 jeunes. Depuis ce jour, la peur règne et il devient dangereux de côtoyer un membre des forces de l'ordre. Dans une Algérie à feu et à sang, Llob reçoit une affaire étrange qu'il doit résoudre. La fille d’un gros magnat a disparu. Fugue ? Enlèvement ? Il va se hasarder dans des zones d’ombre minées et découvrir que, derrière le terrorisme troublant qui sévit dans le pays, d’autres diableries inavouées s’accomplissent en toute impunité.

## Prix
- Trophée 813 du Meilleur polar francophone 2006
- Prix Pepe Carvalho 2025[2]

## Adaptation au cinéma
- 2007 : Morituri de Okacha Touita[3].